# Grimoart Gausmar
Grimoart(z) Gausmar(s) (fl. XII secolo) è stato un trovatore guascone del terzo quarto del XII secolo.
La sola fonte di riferimento riguardo alla sua vita proviene dalla famosa satira di Peire d'Alvernhe, in cui viene menzionato il fatto che Grimoart fosse stato un cavaliere e joglar.
            E·l seizes Grimoartz Gausmars,

            qu'es cavayers e·s fai ioglars;

            e perga Dieu qui·l o cossen

            ni·l dona vestirs vertz ni vars,

            que tals er adobatz semprars

            qu'enioglarit s'en seran cen.
L'attribuzione della sua unica opera conosciuta, tuttavia, viene facilitata dai suoi ultimi versi:
Il componimento di Grimoart (una canso incompleta, classifica da qualcuno come "sirventés moral") viene ascritto per errore in due manoscritti (C, e) a Jaufré Rudel. L'attribuzione sbagliata probabilmente trae origine dalla similarità tra i primi versi delle due opere: Lanquan lo temps renovelha di Grimoart e Lanquan li jorn son lonc e may di Rudel. L'influenza di Marcabru sembra derivi dal componimento poetico di Grimoart. 
È stata avanzata un'ipotesi, che ha trovato un vasto consenso, in merito al fatto che Grimoart Gausmar possa essere una corruzione del nome di un altro trovatore, Guilhem Azemar, che il copista e successivamente Peire hanno erroneamente tramandato. 
Per quanto concerne il nome di Grimoart Gausmar, citato immoderatamente da Peire d'Alvergne in Chantarai d'aquestz trobadors, alcuni canzonieri riportano la variante Elias Gausmar.